# Tangente alla circonferenza
In geometria euclidea si chiama tangente ad circonferenza {\displaystyle \Gamma } una retta {\displaystyle t} che tocca {\displaystyle \Gamma } in un solo punto. È possibile dimostrare che preso un punto {\displaystyle A} non esistono tangenti se {\displaystyle A} è interno a {\displaystyle \Gamma }, vi è esattamente una tangente se {\displaystyle A} è un punto di {\displaystyle \Gamma } e vi sono esattamente due tangenti distinte se {\displaystyle A} è esterno a {\displaystyle \Gamma }.

## Costruzione tangenti da un punto esterno
Dato un punto {\displaystyle P} esterno alla circonferenza {\displaystyle \Gamma } è possibile costruire le tangenti a tale circonferenza per {\displaystyle P} (e quindi dimostrare l'esistenza di tali rette tangenti).

### Metodo di Euclide
Euclide propone una costruzione di tali tangenti negli Elementi (Libro III - Proposizione 17).
Dal centro {\displaystyle O} della circonferenza {\displaystyle \Gamma } si tracci il segmento {\displaystyle {\overline {OA}}} e si disegni la circonferenza {\displaystyle \Gamma '} di centro {\displaystyle O} e raggio {\displaystyle {\overline {OA}}}.
Sia {\displaystyle B} uno dei due punti di intersezione tra {\displaystyle \Gamma } e {\displaystyle {\overline {OA}}} (scegliamo ad esempio quello tra {\displaystyle O} ed {\displaystyle A}).
Da tale punto {\displaystyle B} si tracci la perpendicolare a {\displaystyle {\overline {OA}}} e sia {\displaystyle D} uno dei due punti di intersezione di tale perpendicolare con la circonferenza {\displaystyle \Gamma '}.
Si tracci {\displaystyle {\overline {OD}}} e si indichi con {\displaystyle E} il punto di intersezione tra {\displaystyle {\overline {OD}}} e {\displaystyle \Gamma }.
La retta {\displaystyle {\overline {EA}}} è una delle due tangenti a {\displaystyle \Gamma } per il punto esterno {\displaystyle A}.
Infatti, {\displaystyle {\overline {OA}}={\overline {OD}}} poiché entrambi raggi di {\displaystyle \Gamma '} ed {\displaystyle {\overline {OB}}={\overline {OE}}} poiché entrambi raggi di {\displaystyle \Gamma }.
I triangoli {\displaystyle EOA} e {\displaystyle BOD} sono congruenti poiché hanno due lati e l'angolo compreso tra questi congruenti.
Quindi, in particolare l'angolo {\displaystyle OEA=OBD} è retto.
Per la proposizione degli Elementi 3.16, una retta che formi un angolo retto con un diametro (in questo caso con {\displaystyle {\overline {OE}}}) è tangente alla circonferenza. Da cui la tangenza di {\displaystyle {\overline {EA}}} a {\displaystyle \Gamma }.
L'altra tangente si costruisce scegliendo l'altro dei due punti di intersezione della perpendicolare a {\displaystyle {\overline {OA}}} con la circonferenza {\displaystyle \Gamma '}.

### Metodo alternativo
Si congiunga P con il centro {\displaystyle O} della circonferenza {\displaystyle \Gamma } e si tracci {\displaystyle M} il punto medio del segmento {\displaystyle {\overline {PO}}}.
Si disegni la circonferenza di centro M e raggio {\displaystyle {\overline {MP}}} e si indichino con {\displaystyle T_{1}} e {\displaystyle T_{2}} i punti di intersezione di tale circonferenza con {\displaystyle \Gamma }.
Le rette {\displaystyle {\overline {PT_{1}}}} e {\displaystyle {\overline {PT_{2}}}} sono le tangenti alla circonferenza {\displaystyle \Gamma } condotte dal punto {\displaystyle P}.
Infatti, i due triangoli {\displaystyle OT_{1}P} e {\displaystyle OT_{2}P} sono rettangoli in {\displaystyle T_{1}} e {\displaystyle T_{2}} rispettivamente poiché inscritti in semicirconferenze; quindi {\displaystyle {\overline {PT_{1}}}} e {\displaystyle {\overline {PT_{2}}}} sono le tangenti alla circonferenza {\displaystyle \Gamma } condotte da {\displaystyle P} poiché perpendicolare ai raggi {\displaystyle OT_{1}} {\displaystyle OT_{2}} rispettivamente.

### Calcoli e grafica al P.C.
Elaborati in Visual Basic

## Tangente nella geometria cartesiana
In geometria cartesiana il coefficiente angolare della tangente si trova calcolando la derivata totale dell'equazione della circonferenza rispetto ad {\displaystyle x} o {\displaystyle y}, applicata nel punto interessato sulla circonferenza.